# Fadi Saikali
Fadi Saikali (arab. ‏فادي سيقلي‎; ur. 18 sierpnia 1969) – libański judoka. Dwukrotny olimpijczyk. Zajął 34. miejsce w Seulu 1988 i dziewiąte w Barcelonie 1992. Walczył w wadze półśredniej.
Uczestnik mistrzostw świata w 1977, a także Pucharu Świata w 1995, 1996, 1997, 1998, 2000 i 2001. Wicemistrz igrzysk panarabskich w 1999. Brązowy medalista igrzysk Azji Zachodniej w 1997 roku.

## Letnie Igrzyska Olimpijskie 1988
| Konkurencja | Eliminacje           | Klas. końcowa |
| Konkurencja | Przeciwnik I         | Miejsce       |
| ----------- | -------------------- | ------------- |
| 78 kg       | Pascal Tayot (FRA) P | 34.           |

## Letnie Igrzyska Olimpijskie 1992
| Konkurencja | Eliminacje               | Repasaże            | Repasaże              | Repasaże                | Klas. końcowa |
| Konkurencja | Przeciwnik I             | Przeciwnik I        | Przeciwnik II         | Przeciwnik III          | Miejsce       |
| ----------- | ------------------------ | ------------------- | --------------------- | ----------------------- | ------------- |
| 78 kg       | Hidehiko Yoshida (JPN) P | Hamid Fadul (SUD) W | Gastón García (ARG) W | Alexandru Ciupe (ROU) P | 9.            |